# Премия Гриммельсхаузена
Премия Гриммельсхаузена (нем. Johann-Jacob-Christoph-von-Grimmelshausen-Preis) — немецкая литературная награда, учреждённая в 1993 году городами Гельнхаузен и Ренхен совместно с федеральными землями Баден-Вюртемберг и Гессен. Названа в честь Г. Я. К. фон Гриммельсгаузена (автора знаменитого романа «Симплициссимус»), который родился в Гельнхаузене и умер в Ренхене. Премия присуждается авторам, которые «в течение предшествовавших 6 лет писательской работы […] сделали замечательный вклад художественную дискуссию с современной историей». Церемония награждения проходит каждые два года, поочерёдно в Гельнхаузене и в Ренхене. Лауреаты получают денежную премию в размере 10 тыс. евро.
C 2003 года также вручается поощрительная премия Гриммельсхаузена (нем. Grimmelshausen-Förderpreis) для молодых авторов, призовой фонд которой составляет 2500 евро. В 2009 году Райнхард Кайзер получил специальный приз Гриммельсхаузена (нем. Grimmelshausen-Sonderpreis) за перевод плутовского романа «Симплициссимус» на современный немецкий язык.

## Лауреаты
Премия Гриммельсхаузена
- 1993 Рут Клюгер за Weiter leben. Eine Jugend
- 1995 Альбан Николай Хербст за Wolpertinger oder Das Blau
- 1997 Михаэль Кельмайер за Telemach
- 1999 Роберт Менассе за Schubumkehr
- 2001 Адольф Мушг за Sutters Glück
- 2003 Бригитта Кронауэр за Teufelsbrück
- 2005 Дитер Форте за Auf der anderen Seite der Welt
- 2007 Феридун Заимоглу за Leyla
- 2009 Райнхард Йиргль за Die Stille
- 2011 Петер Курцек за Vorabend
- 2013 Ульрике Эдшмид за Das Verschwinden des Philip S.
- 2015 Роберт Ситалер за Ein ganzes Leben
- 2017 Кристоф Хайн за Glückskind mit Vater
- 2019 Дёрте Хансен за Mittagsstunde
- 2021 Кристоф Нуссбаумедер за Die Unverhofften

Поощрительная премия Гриммельсхаузена
- 2003 Рикарда Юнге за Silberfaden
- 2005 Ягода Маринич за Russische Bücher
- 2007 Силке Шойерманн за Die Stunde zwischen Hund und Wolf
- 2009 Клаудия Габлер за Die kleinen Raubtiere unter ihrem Pelz
- 2011 Анника Шеффель за Ben
- 2013 Мари Т. Мартин за Luftpost
- 2015 Верена Боос за Blutorangen
- 2017 Софи Пассманн за Monologe angehender Psychopathen
- 2019 Неле Поллачек за Das Unglück anderer Leute
- 2021 Шери Доминго за Ferngespräch (графический роман)

Специальный приз Гриммельсхаузена
- 2009 Райнхард Кайзер